# Filserbräugasse
Koordinaten: 48° 8′ 18,5″ N, 11° 34′ 28,4″ O
Die Filserbräugasse in München liegt in der Altstadt und verläuft von der Weinstraße zum Osten des Frauenplatzes.

## Geschichte
Die Frauenkirche war früher von einem Friedhof und dieser von einer Mauer umgeben, an deren Ostseite etwa im Jahr 1500 das Filserbräuanwesen angebaut war. An der  Weinstraße stand zu Beginn des 19. Jahrhunderts das Filser-Bräuhaus, das vom seit 1291 beurkundeten Münchener Geschlecht der „Filser“ abgeleitet zu sein  scheint. An der Filserbräugasse war einst die Grenze zwischen den beiden Parzellen der Nachkriegsbebauung. Die neue Bebauung des Jahres 2020 orientierte sich am Vorkriegszustand, dessen Zerstörung und die darauffolgende Baugeschichte zugleich in der Farbgebung thematisiert werden. Alt und Neu verbinden sich in der Technik, in der das Fassadenornament in Sgraffito-Technik  erstellt wurde.

## Lage
Die Filserbräugasse verläuft von der Weinstraße in Höhe des nördlichen Endes des Gebäudekomplexes des Neuen Rathauses zum östlichen Ende des Frauenplatzes. An der Ecke Weinstraße/Filserbräugasse hat der FC Bayern München 2020 in der Weinstraße 7 und 7a sein Flagship-Store in einem Gebäude eröffnet, das in einem Stil neu errichtet wurde, das sich an das historische Gebäude von 1872 anlehnt und im Sgraffito Stil gehalten ist. Unter der Adresse Filserbräugasse 1 firmiert im gleichen Gebäude das DO & CO Hotel und ein gleichnamiges Restaurant. 

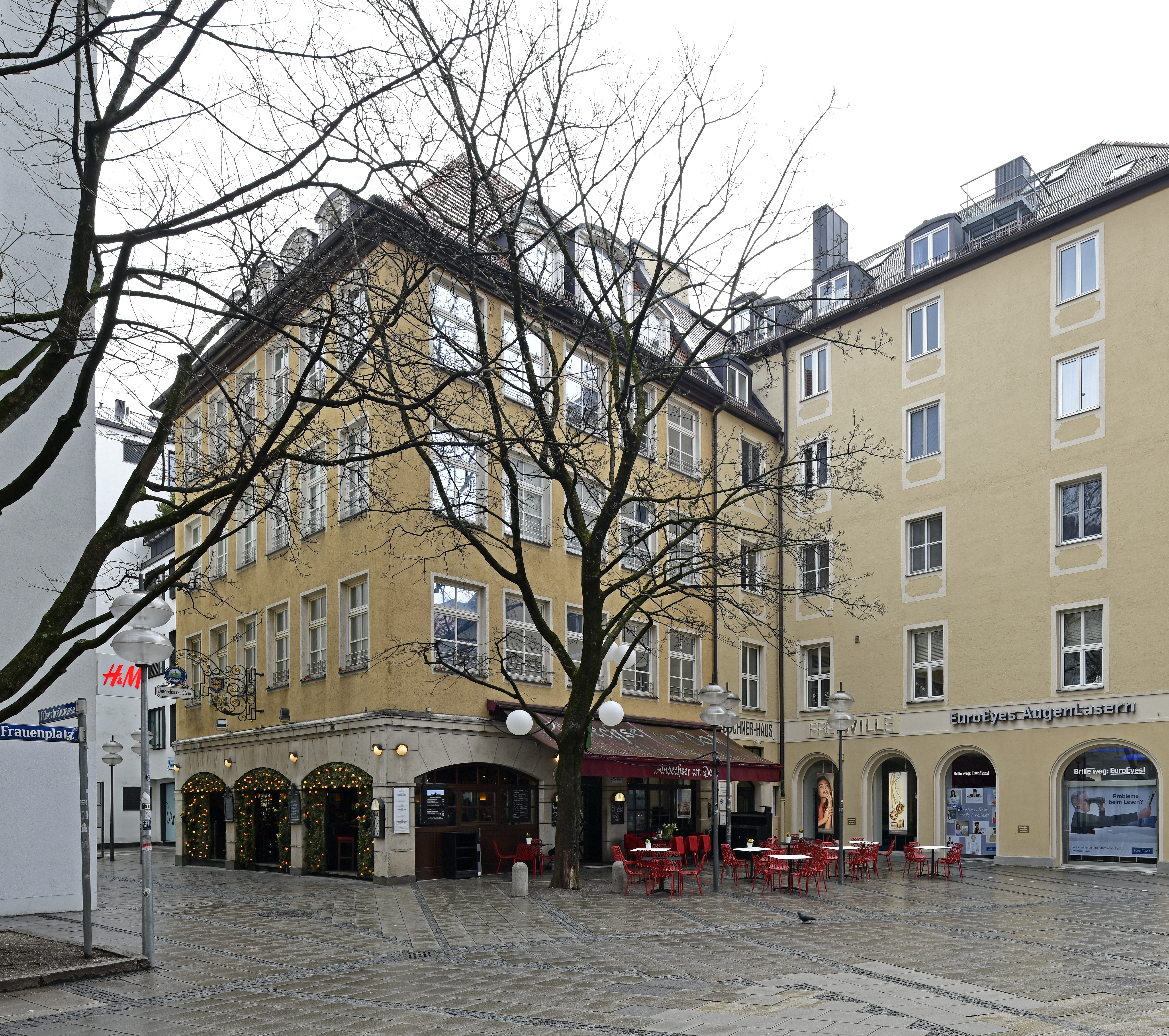
Der Andechser Hof in seiner angestammten Lage an der Filserbräugasse, vom Frauenplatz aus gesehen
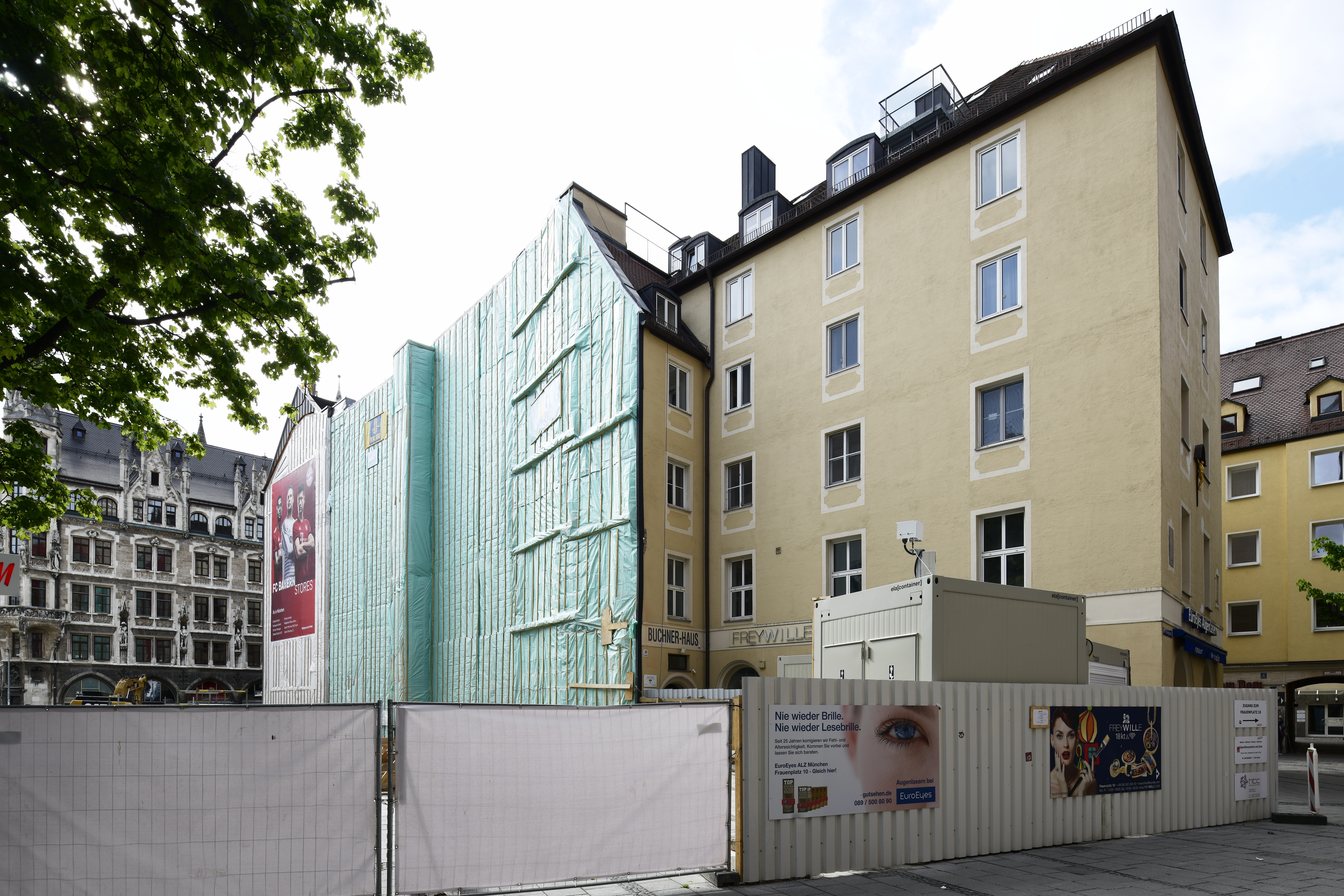
Abriss und Neubau des Gebäudes an der Filserbräugasse